# خورشیدگرفتگی ۱۴ فوریه ۱۹۳۴
خورشیدگرفتگی ۱۴ فوریه ۱۹۳۴ (به انگلیسی: Solar eclipse of February 14, 1934) یک خورشیدگرفتگی از نوع خورشیدگرفتگی کامل است. این خورشیدگرفتگی در تاریخ ۱۴ فوریه ۱۹۳۴ میلادی (‎۲۵ بهمن ۱۳۱۲ خورشیدی) روی داد که زمان اوج آن، ساعت ۰:۳۸:۴۱ به‌وقت ساعت هماهنگ جهانی بوده‌است. مدت زمان و طول این خورشیدگرفتگی ۲ دقیقه و ۵۳ ثانیه بود.